# Campestigma purpurea
Campestigma purpurea är en oleanderväxtart som beskrevs av Jean Baptiste Louis Pierre. Campestigma purpurea ingår i släktet Campestigma och familjen oleanderväxter. Inga underarter finns listade i Catalogue of Life.